# Vosseleriana strepens
Vosseleriana strepens är en insektsart som först beskrevs av Boris Petrovich Uvarov 1938.  Vosseleriana strepens ingår i släktet Vosseleriana och familjen gräshoppor. Inga underarter finns listade i Catalogue of Life.